# Silver Lake, Wisconsin
Silver Lake là một làng thuộc quận Kenosha, tiểu bang Wisconsin, Hoa Kỳ. Năm 2006, dân số của làng này là 2341 người.